# 11 minut
11 minut è un film del 2015 diretto da Jerzy Skolimowski.
Il film è stato presentato alla 72ª Mostra internazionale d'arte cinematografica di Venezia.

## Trama
Diverse storie curiose e grottesche convergono in un finale esplosivo.